# Ritterella compacta
Ritterella compacta är en sjöpungsart som beskrevs av Kott 1992. Ritterella compacta ingår i släktet Ritterella och familjen Ritterellidae. Inga underarter finns listade i Catalogue of Life.